# Saab 90 Scandia
Saab 90 — пасажирський літак шведської фірми Saab.
Максимальна швидкість — близько 450 км/г.
Салон літака розрахований на 24 або 32 пасажирів.
Останній рейс був здійснений 22 липня 1969 року.
Літак «Сааб-90 Скандія», побудований компанією Свенска Аероплан (Svenska Aeroplan), був спробою створити заміну літаку Дуглас DC-3. Компанія Сааб, як, до речі, й інші, не досягла цієї мети, зібравши з 1948 по 1954 рр. у загальній складності 18 машин Сааб-90. Вільнонесучий низькоплан суцільнометалевої конструкції з трьох опорним шасі що прибирається і двома встановленими в крилі зіркоподібними двигунами Пратт-Уїтні Твін Восп потужністю 1081 кВт (1450 к.с.), дослідний літак здійснив перший політ 16 листопада 1946 р. Він вміщував екіпаж з чотирьох або п'яти осіб і від 24 до 36 пасажирів, залежно від компонування салону. Однак було отримано замовлення на серійний літак Сааб-90А — від одної шведської авіакомпанії AB Аеротранспорт. Але після того, як вона була поглинена компанією SAS (скандинавські авіалінії), замовлення було зменшено до шести примірників. Чотири літаки були продані компанії Аеровіас Бразіл (пізніше VASP). Обидві авіакомпанії знайшли ці літаки ефективними в експлуатації, в результаті чого було побудовано ще два примірники для SAS та п'ять для VASP, але більше замовлень не було. Було заплановано виробництво літака Сааб-90В з герметичною кабіною, але він не був побудований у зв'язку з відсутністю попиту.

## Оператори
Бразилія
- VASP

 Данія,  Норвегія та  Швеція
- Scandinavian Airlines System (SAS)

 Швеція
- Aktiebolaget Aerotransport (ABA)

## Аварії та інциденти
26 листопада 1962 року, літак Saab Scandia 90A-1 бразильської авіакомпанії VASP, що летів з Сан-Паулу в Ріо-де-Жанейро (аеропорт Сантос-Дюмон), зіткнувся в районі Муніципалітету Paraibuna штату Сан-Паулу з приватним Cessna 310 PT-BRQ, що прямував з Ріо-де-Жанейро (Сантос-Дюмон) в Сан Паулу (Кампу-ді-Марті). Вони летіли по одній повітряній трасі в протилежних напрямках і не змогли встановити візуальний контакт. Загинуло 23 пасажири Сааба та 4 — «Сессни».